# Sant Jaume de Berrós Jussà
Sant Jaume de Berrós Jussà és l'església parroquial romànica del poble de Berrós Jussà, en el terme municipal de la Guingueta d'Àneu, a la comarca del Pallars Sobirà. Pertany al territori de l'antic terme de Jou. Està situada a dins del nucli de població, en el seu sector nord-occidental.

## Descripció
Edifici d'una sola nau, de reduïdes dimensions, sense absis i dues petites capelles laterals, coberta amb volta de canó. La porta és situada a l'extrem del parament meridional. A l'oest s'obre una petita finestra i s'aixeca una espadanya amb dos arcs de mig punt i una petita obertura central. Coberta de llicorella a dues vessants i murs de pedra arrebossats al voltant de la porta, finestra i part superior de l'espadanya.